# Marolles (Oise)
Marolles é uma comuna francesa na região administrativa de Altos da França, no departamento de Oise. Estende-se por uma área de 13,22 km². Em 2010 a comuna tinha 688 habitantes (densidade: 52 hab./km²).